# ジョン・レイ (探検家)
ジョン・レイ (英: John Rae、 FRS FRGS (イヌクティトゥット語: ᐊᒡᓘᑲ, [aɡluːka]; 1813年9月30日 – 1893年7月22日) は、スコットランドの外科医で探検家、主にカナダ北部を調査した。
踏査した主な範囲は1846年から1847年にブーシア湾、ハドソン湾北西部、翌1848年から1851年にわたり北極のビクトリア島周辺の沿岸部にあたる。1854年に出発点のブーシア湾に戻るまで、地域に暮らすイヌイットの人々から聞き取り、当該の地域で1848年に行方を絶ったフランクリン探検隊の最期について、信頼できる情報と物証を入手した。体力が優れた人物と伝わり、狩猟の腕前、船の操縦技術、先住民から技術を習得し使いこなすこと、最低限の装備のみで無人の地を長距離にわたって進む能力で知られていた。

## 経歴

### 前半生
レイは、オークニー諸島メインランド島のオーファー教区、クレストレイン屋敷（Clestrain）生まれ、マクレー氏族の血筋である。エディンバラで医学を勉強した後にエディンバラ大学で学位を修得すると、王立エディンバラ医科大学（英語）で医師免許を授与され、やがてハドソン湾会社に医師として就職する。カナダのオンタリオ州ムースファクトリーで外科医として10年勤め、診療にあたって同社の従業員はヨーロッパ人もカナダ先住民（英語）も治療している。やがて野外活動で驚異的なスタミナを発揮し、先住民のサバイバルの知恵を身につけたり、地域の職人を指導してスノーシュー（西洋かんじき）を改良するなど実務的に取り組み、軽装で長距離を歩いても疲れを見せず、同時代のビクトリア朝探検家との違いには一目置かれるようになる。
1846年に初の探検に参加し、1848年にサー・ジョン・リチャードソンの北西航路の開拓に参加する。1853年、探検中にキングウィリアム島を調査するとイヌイットと接触して、北西航路探査の途中に行方不明となったジョン・フランクリンの一行（フランクリン遠征）の情報を聞き出した。
レイは実際に探検隊員のものと思われる遺品や遺骨を収集した。医師の目からそれらを分析し、フランクリン隊がカニバリズムに頼るまで追い込まれていたことを発見した。その公表により、当時のイギリスで英雄視されていたフランクリンは、一転、敬遠することとなった。その後もレイの極地探検は続き、1854年には北西航路の西側の出口であるドルフィンアンドユニオン海峡へ繋がる水路を発見しているが、フランクリン隊についての発表への不評もあり、また当時の造船・航海技術ではこの北西航路を使うことは現実的でなかったため、比較的無名のまま、生涯をすごすこととなる。

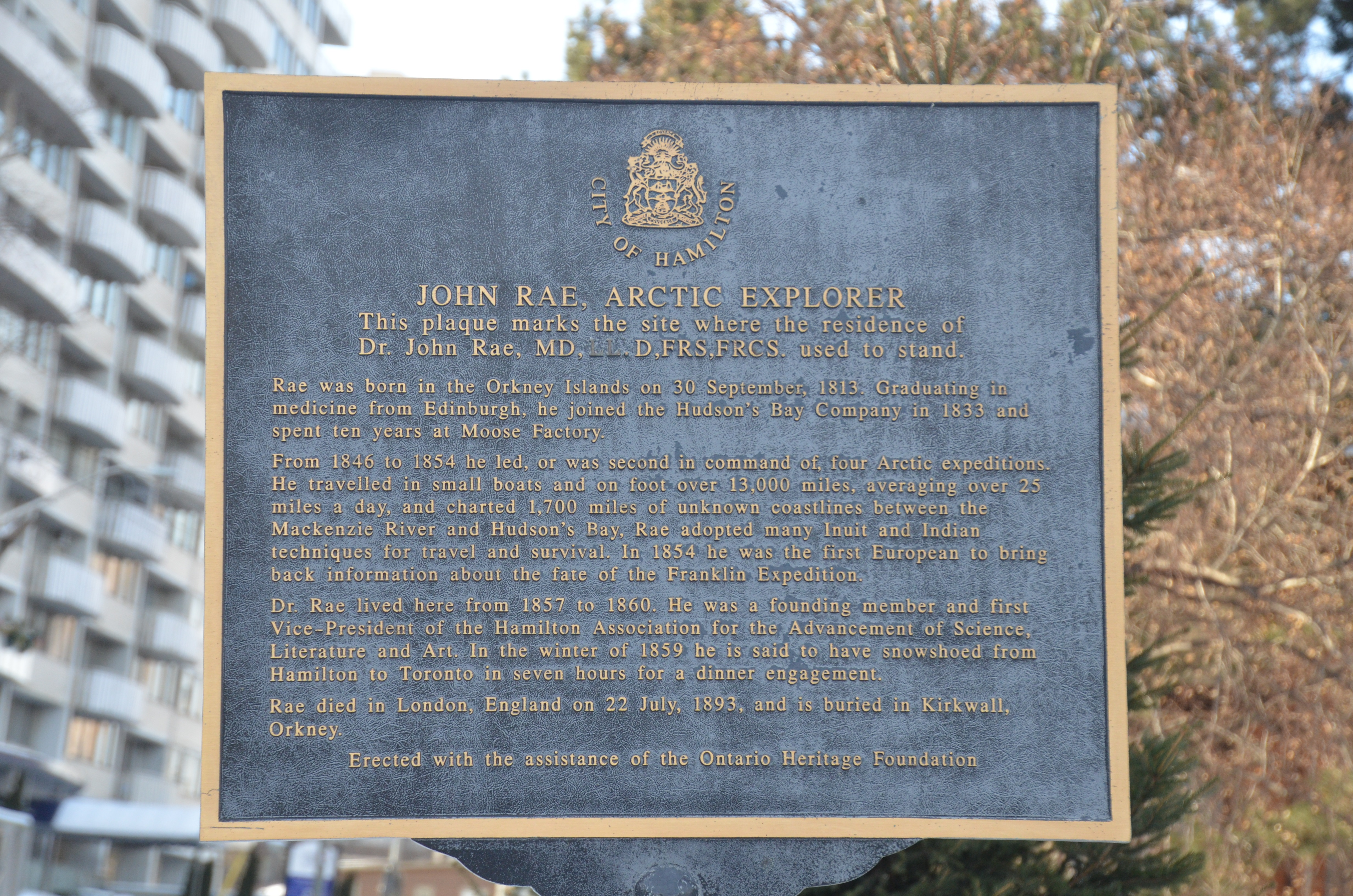
レイの記念碑。滞在地のオンタリオ州ハミルトンに立つ。

1860年、ヨーロッパからアメリカへの電信線の敷設のため、アイスランドとグリーンランドを訪れた。1864年、カナダ西部でも敷設を予定する現地調査を行った。没後、カークウォールの聖マグナス教会（英語）の付属墓地に埋葬され、聖堂内には記念碑が置かれている。
ヌナブト準州のキングウィリアム島とブーシア半島の間のレイ海峡、それにレイ地峡を献名されている。現在、ノースウェスト準州ベーチョコと呼ばれる区域は、以前はレイ＝エゾ（Rae-Edzo）と称した。現在も、同区域内の空港にその名残が伝わっている。

### 後半生
フランクリン探検隊の最期の証拠探しに賞金が出されると、レイは北極探検で使う船「アイスバーグ号」をカナダ西部のケンジントンで発注しておき、1857年には同じオンタリオ湖に面したハミルトン＝現オンタリオ州）へ移り住む。現地では男兄弟が2人、五大湖を行き来する運輸業を営んでいた。
アイスバーグ号は1857年に進水し、翌年、イギリスへ帆走して極地用の艤装を手配するまで、貨物船に転用して航行させることに決めた。ところが同年、商用の第1回の航海でアメリカのオハイオ州クリーブランドからケンジントンへ石炭を輸送中、乗組員7名全員と共に遭難してしまう。オンタリオ湖上のどこかに沈んだものと推測されながら、とうとう船体は見つかっていない。ハミルトン滞在中のレイは、創設メンバーとして地元の科学協会（Hamilton Scientific Association）の設立に立ち会った。やがて、この団体はカナダの文学と科学、芸術の総合的な学術団体として最も早い例となる。
1860年にイギリスから北極圏経由でアメリカへ電信を引く事業に関わり、1864年にはカナダ西部の電信線敷設の調査に参加した。71歳を迎える1884年にはハドソン湾会社に再雇用され、アメリカとロシアを結ぶ電信計画において現地踏査を依頼された（レッドリバー地域）。

## 遺したもの

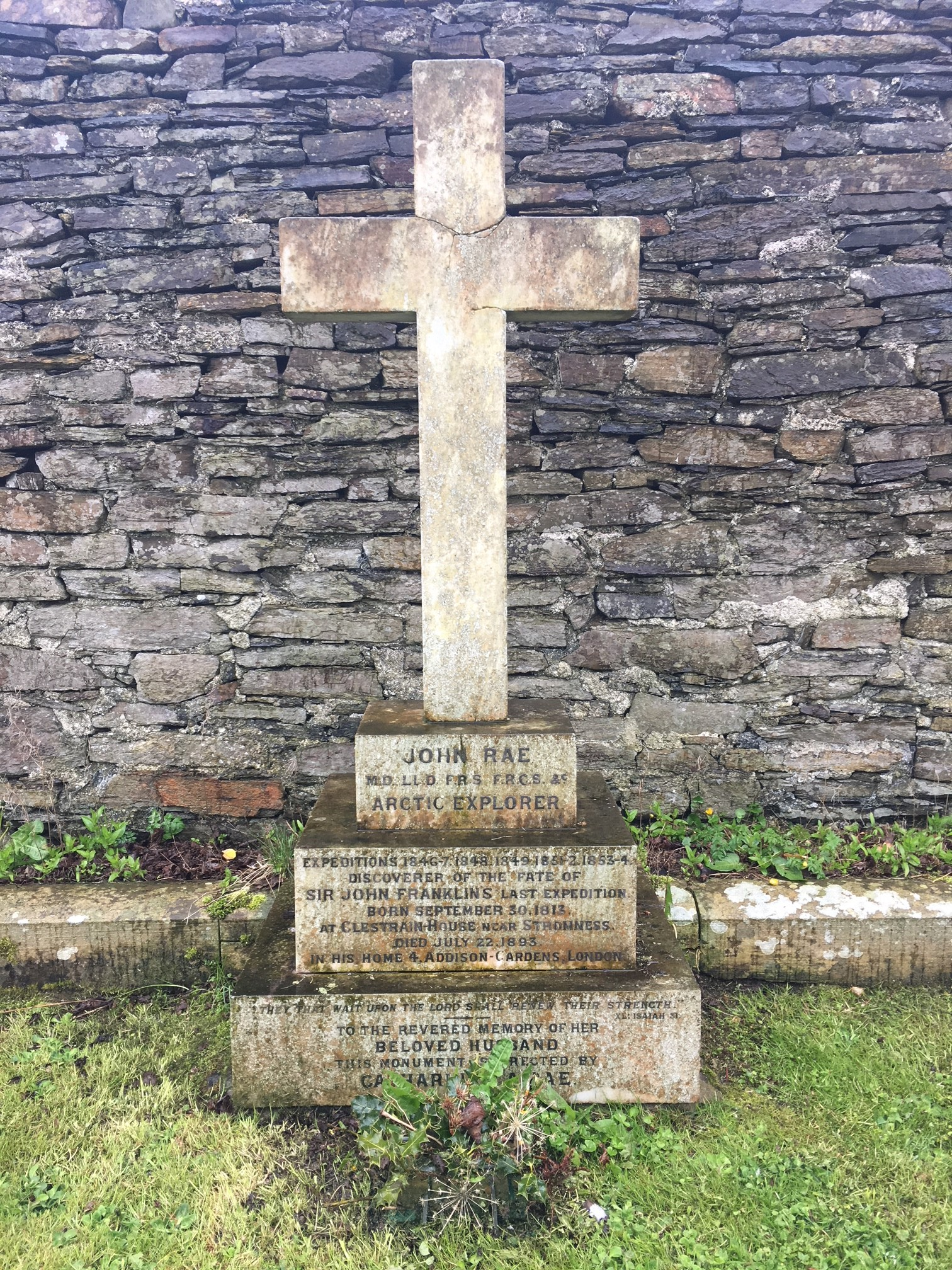
墓所（聖マグナス教会）

ジョン・レイは1893年7月22日に動脈瘤破裂によりケンジントン（英語）（現ロンドン市内）で死去し、なきがらは1週間後にオークニー諸島に運ばれカークウォールの聖マグナス教会（英語）に葬られた。同教会の礼拝堂には地面に横たわってまどろむレイの記念像が置かれている。これとは別に、生誕200周年を祝う2013年、ストロムネス埠頭で除幕式を行ったレイ立像はノース・ロナルドシー在住の彫刻家イアン・スコットの作品で、銘に「北西航路初の航行可能な水路の最末端を発見」と刻まれた。また献名された地名にはレイ海峡、レイ地峡、レイ川、レイ山、レイ岬、レイ＝エゾがある。
フランクリン探検隊の終焉を讃えようとフランクリン未亡人が手を尽くしたことから、イギリスの知識層にはレイの功績を認めない風潮が定着した。レイが発見した遺物から同探検隊は遭難して「喧伝されるほど名誉のある結末を見なかった」と読み取れたためであった。その命運を推察する最初の手がかりを発見した人物でありながら、生前はイギリスで叙位叙勲も受けず、ロンドンで人知れず息を引き取っている。対照的に、スコット、あるいは現代の探検家のデイヴィッド・リヴィングストンは国葬により英国教会の最も格が高い寺院であるウェストミンスター寺院に眠っている。
歴史家がレイの探検を研究し、北西航路開拓に果たした役割やフランクリン探検隊の隊員たちの最後を確定しようと努めた結果、ケン・マクグーガン Ken McGoogan は著作でレイを描き、極地の先住民の知恵を積極的に取り入れており、寒冷地における生存ならびに探検なら、同時代人の最先端にあったと示した。また19世紀のヨーロッパ圏の通念では先住民とは野蛮に等しく学ぶものは何もないとされていた時代に、レイはイヌイットの習俗や伝統、技能を重んじた点でその対極にあった。
2004年7月、オークニーおよびシェットランド管轄区（Orkney and Shetland）を治めるアリステア・カーマイケル en:Alistair Carmichael（MP）はイギリス議会に対して、inter alia すなわち議会として「レイ博士に応分の社会的賞賛を与えずにきたことは遺憾であった」と認める動議を提出した。同議員は2009年3月にも動議をはかり議会として正式に"regrets that memorials to Sir John Franklin outside the Admiralty headquarters and inside Westminster Abbey still inaccurately describe Franklin as the first to discover the [North West] passage点、さらに国防省と同大聖堂管理者に対して、「正しい位置付けを明示する」点を請願した。ウェストミンスター大聖堂には2014年、レイに捧げる記念碑が献納されている。

### 青い標識の設置
イングリッシュ・ヘリテッジは2011年、ジョン・レイが最晩年に暮らしたロンドン西部ケンジントン地区の建物に、イギリス国内の史跡を示すブルー・プラークを設置した（ロウアー・アディソン・ガーデンズ4番地 Lower Addison Gardens）。オークニー諸島ストロムネスで開かれた2013年9月の会議ではジョン・レイ生誕200周年行事が決まり、埠頭でレイ立像の除幕式が開かれた。同年12月にジョン・レイ協会 The John Rae Society を設立、本部をオークニーに置いてレイの功績を広く世間に普及させる活動が続いている。

## 自伝
レイは未完の自伝を残し、歴史家による調査と補完によって2018年に出版された。レイは北極の海岸線全長1,550マイル (2,490 km)を踏査し、北極圏で間違いなく最も偉大な探検家の一人であったのに、現在はその価値はほとんど省みる者がない。ウィリアム・バーはレイの手稿を綿密に読み込み、注釈を添えてレイの生涯と遺産の記述を完成した。細部はレイ自身が記した報告書と手紙に基づいており、長く見えなかった人物像の全貌がようやく結実した。

### 直筆の書簡、著作、資料類
- Rae, John (1850年). Narrative of an expedition to the shores of the Arctic sea in 1846 and 1847 (Report). London: （不明）. OCLC 1300792430。 1846年–1847年の局地の沿岸部の探検
- Rae, John (1876年). Principal Lumsden: a memorial and estimate (Report). アバディーン、エディンバラ、グラスゴー: A. & R. Milne、Maclaren & Macniven、David Bryce & Son. OCLC 43527106。 全34頁。
- Rae, John (1969年). Autobiography (Report). ケンブリッジ: スコット極地探検研究所（Scott Polar Research Institute）. OCLC 911839002。 全2巻。レイの手稿の複製、カルガリー大学所蔵、禁帯出。AINA 資料番号：33.91 R12. "S.P.R.I. MS 787/1." 別題『Autobiography of Dr. John Rae』。
- Rae, John; Barr, William（編著） [in 英語] (2018年). John Rae, Arctic explorer the unfinished autobiography (Report). カナダ、アルバータ州エドモントン: Polynya Press（アルバータ大学出版局のインプリント. OCLC 1192350710。, ISBN 9781772123326, 1772123323。編著者のウィリアム・バー（英語版）は歴史家。レイが完成できなかった自伝を、その没後の研究論文ほかにより補完。

地図
- Rae, John; Arrowsmith, John (2018年). Map of the Route of Dr John Rae from his Winter Hut of 1853-4, at the head of Repulse Bay, to Castor and Pollux River (Map). Age of Exploration. ウィルトシャー州マールバラ: Adam Matthew Digital.. 1853年 1854年の踏査路の電子地図、フランクリン探検隊の末期を語る証拠品を収集した。レパルス湾岸の冬季小屋を起点とするカストール川ルート、ポラックス川ルート。レイ作成の原図（1854年12月20日）よりトレースし電子化（製作者 John Arrowsmith）。

ジョン・リチャードソン卿にあてた手紙
ロンドン自然史博物館所蔵。
- レイ発、1848年3月17日：John Rae; John Richardson, Sir. Letter from John Rae to Sir John Richardson, dated 17 March, 1848. OCLC 228159978
- レイ発、1849年6月8日：Letter from John Rae to Sir John Richardson, dated 8th June, 1849. OCLC 228159981
  - レイ発、同年9月15日：Letter from John Rae to Sir John Richardson, dated 15th September, 1849. OCLC 228159983
  - レイ発、同年9月20日：Letter from John Rae to Sir John Richardson, dated 20th September, 1849. OCLC 228159986
  - レイ発、同年10月5日：Letter from John Rae to Sir John Richardson, dated 5th October, 1849. OCLC 228159987

- レイ発、1850年7月30日：Letter from John Rae to Sir John Richardson, dated 30th July, 1850. OCLC 228159990

自筆署名入りの原稿（『北極圏探検に関する一筆』）
ニューベリー図書館所蔵。
- レイ著、1857年4月25日：letter on his Arctic explorations, 1857 April 25 : autograph manuscript signed. カナダ、ハミルトン：ニューベリー図書館、1857年4月25日。OCLC 1246180062

## 脚注

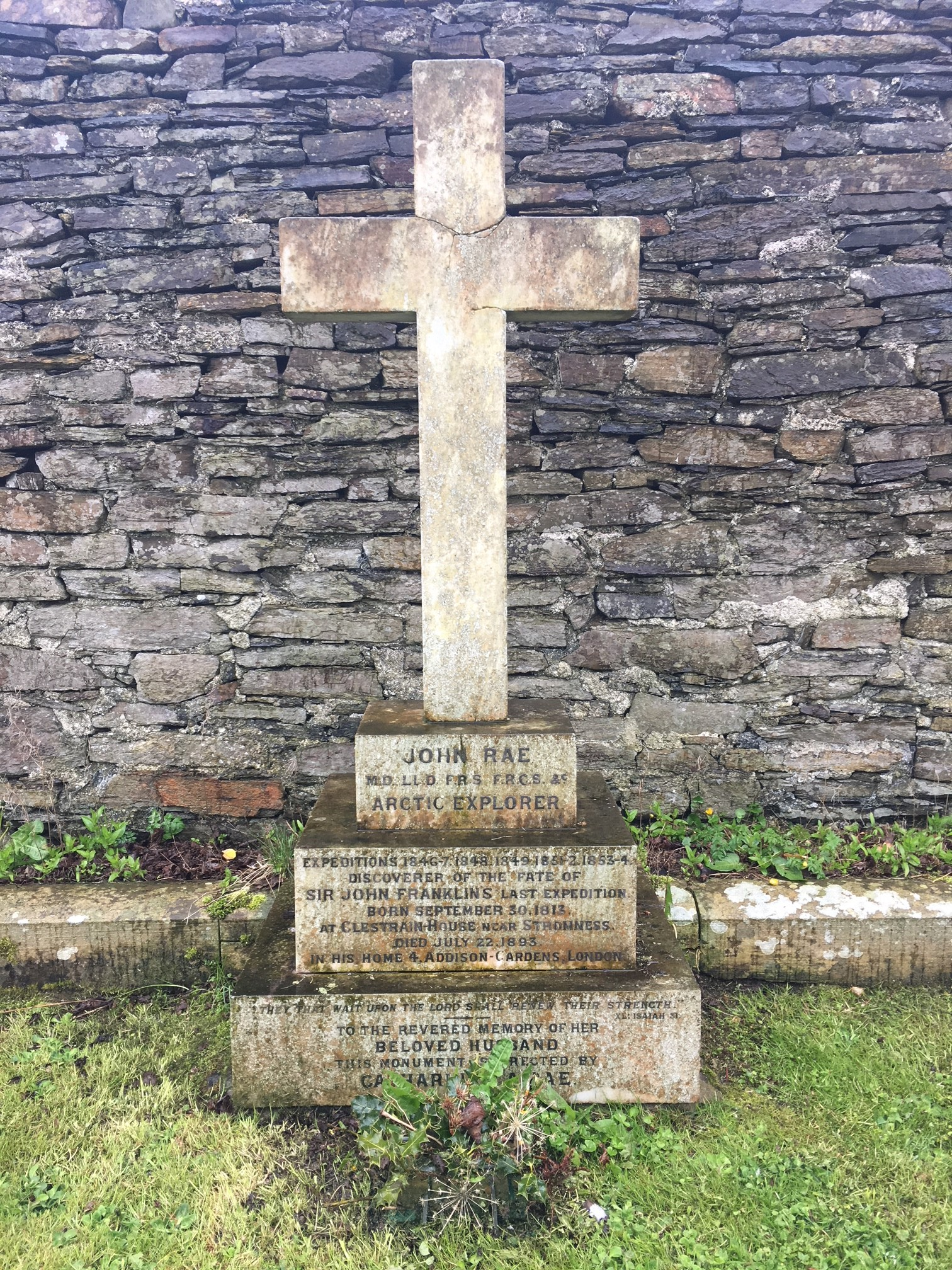
レイの墓所。聖マグナス教会

## 関連作品
映画『Passage』にレイが登場する（2008年カナダ国立映画委員会制作）